# تانری‌یار (بتلیس)
تانری‌یار (به ترکی استانبولی: Tanrıyar) یک منطقهٔ مسکونی در ترکیه است که در بیتلیس واقع شده‌است. تانری‌یار ۲۱۳ نفر جمعیت دارد.